# A Hunter Killer küldetés
A Hunter Killer küldetés (eredeti cím: Hunter Killer) 2018-as amerikai akció-thriller, melyet Donovan Marsh rendezett, valamint Arne Schmidt és Jamie Moss írt. A főszereplők Gerard Butler, Gary Oldman, Michael Nyqvist (egyik utolsó filmes szerepe), Common, Linda Cardellini és Toby Stephens.
Az Amerikai Egyesült Államokban 2018. október 26-án mutatták be, míg Magyarországon öt nappal később szinkronizálva, november 1-én a Big Bang Media forgalmazásában.

## Rövid történet
Egy tapasztalatlan amerikai tengeralattjáró kapitánya összefog a haditengerészet kommandósaival, hogy megmentsék az orosz elnököt, akit egy orosz tábornok fogva tart.

## Cselekmény
Az amerikai USS Tampa Bay Los Angeles osztályú tengeralattjáró eltűnik, miközben az orosz Akula osztályú Konek tengeralattjáró árnyékában halad az Északi-sarkvidéken. John Fisk ellentengernagy odaküldi a Virginia osztályú USS Arkansas SSN-800 6 tengeralattjárót, amit az újonnan előléptetett, tapasztalatlan és unortodox parancsnok, Joe Glass (Gerard Butler) vezet, hogy nyomozzon az eltűnt Tampa Bay után (ennek egyik oka, hogy az ő hajója van a legközelebb a helyszínhez).
Ezzel egy időben egy Navy SEAL csapatot (az amerikai haditengerészet különleges alakulatát) küldenek Bill Beaman hadnagy parancsnoksága alatt, hogy diszkréten megfigyeljék az orosz haditengerészeti bázist Poljarnijnál (Murmanszki terület), de küldetésük megnehezül, amikor Martinelli, a csapat új kijelölt mesterlövész újonca megsérül a nagy magasságból történő katonai ejtőernyőzés (HALO) végrehajtása közben. Amikor megérkeznek a haditengerészeti bázisra, szemtanúi lesznek, amint a védelmi miniszter, az orosz flotta admirálisa, Dmitrij Durovnak államcsínyt hajt végre, és foglyul ejti Nyikolaj Zakarin orosz elnököt, és hamar rájönnek, hogy Durov háborút akar kirobbantani.
Az oroszok egy rádióellenőrzés során majdnem felfedezik a helyzetüket, de a SEAL csapatnak sikerül észrevétlenül elrejtőznie.  Martinellit egy orosz tiszt lábon lövi, amikor vakon lövést ad le a rejtekhelyük irányába, így a csapat kénytelen hátrahagyni őt.
Eközben az Arkansas felfedezi az elpusztult Tampa Bay-t, és megtalálja az elsüllyedt orosz tengeralattjárót, a Konek-et is, amely olyan módon sérült meg, ami inkább belső szabotázsra, mint külső támadásra utal. Megtámadja őket egy másik orosz Akula osztályú tengeralattjáró, a Volkov, amely egy jéghegy alatt rejtőzött, de Glassnak sikerül megsemmisítenie a lesből támadót, és megmenteni a Konek orosz túlélőit, köztük a parancsnokot,  Szergej Andropov  alezredest (Michael Nyqvist).
Visszatérve a bázisra, az amerikai kormány tudomást szerez a puccsról. Charles Donnegan admirális (Gary Oldman) azt javasolja, hogy készüljenek fel a háborúra, míg Fisk azt javasolja, hogy az Arkansas-t küldjék el, hogy találkozzon Beaman csapatával, miután kimentették Zakarint.
Glassnak sikerül meggyőznie a vonakodó Andropovot, hogy segítsen, és mivel Andropov ismeri a bázis körüli, tengerbe telepített aknamezőt, Glass észrevétlenül a bázis közelébe tudja navigálni az Arkansast. Eközben Beaman csapata megmenti Oleget, az Orosz Elnöki Biztonsági Szolgálat ügynökét, akit korábban Durov emberei lelőttek, amikor megpróbálta megakadályozni, hogy Durov túszul ejtse Zakarint. Együtt bejutnak a bázisra, és sikerül megtalálniuk Zakarin elnököt, de közben elveszítik Oleget és két csapattársukat, Devin Hallt (Michael Trucco) és Matt Johnstone-t. Martinelli mesterlövész fedezőtüzet biztosít, Beaman elszállítja a sérült elnököt az Arkansas mélytengeri mentőjárművébe, majd egyedül megy vissza Martinelliért, és megmenti őt, éppen mielőtt le tudnák lőni.
Miközben az amerikai és az orosz flotta összecsap egymással, az Arkansas további károkat szenved, amikor Andropov régi hajója, az RFS Jevcsenko megtámadja őket – egy erősen felfegyverzett romboló, amelyet most Vlad Szutrev kapitány, Durov összeesküvésének tagja irányít –, de Andropov képes átadni egy üzenetet, amely megerősíti, hogy Zakarin elnök a tengeralattjáró fedélzetén van. Amikor Durov utasítja a bázison lévő erőit, hogy rakétákkal lőjék ki a felszínre bukkant Arkansas-t, Glass nem hajlandó cselekedni, mert felismeri, hogy az oroszok visszalövése kirobbanthatja a háborút, amelyet meg akar állítani. Az utolsó másodpercekben Andropov régi legénységtársai szembeszállnak a parancsokkal, és a közelharci fegyverrendszerrel megsemmisítik a beérkező rakétákat, mielőtt azok csapást mérhetnének az Arkansas-ra, majd ezt követően rakétáikkal megsemmisítik Durov haditengerészeti bázisának főhadiszállását.
A közvetlen háborús veszély elhárításával Glass az Arkansas-t az orosz haditengerészeti bázishoz dokkolja, hogy Zakarin és Andropov túlélő legénységét hazaszállítsa. Az Arkansas felveszi Beamant és Martinellit, és az orosz haditengerészet kíséretében visszautazik az Egyesült Államokba.

## Szereplők
| Szereplő                                                  | Színész             | Magyar hang      |
| --------------------------------------------------------- | ------------------- | ---------------- |
| Joe Glass tengeralattjáró kapitány                        | Gerard Butler       | Kőszegi Ákos     |
| Charles Donnegan admirális, az egyesített vezérkar főnöke | Gary Oldman         | Epres Attila     |
| John Fisk ellentengernagy                                 | Common              | Bognár Tamás     |
| Paul Martinelli tengerészgyalogos, mesterlövész           | Zane Holtz          | Czető Roland     |
| Dover, az Egyesült Államok elnöke                         | Caroline Goodall    | Kovács Nóra      |
| Nyikolaj Zakarin orosz elnök                              | Alexander Diachenko | Kárpáti Levente  |
| Szergej Andropov tengeralattjáró kapitány                 | Michael Nyqvist     | Csankó Zoltán    |
| Jayne Norquist                                            | Linda Cardellini    | Bognár Anna      |
| Cob Wallach                                               | David Gyasi         | Galambos Péter   |
| Devin Hall                                                | Michael Trucco      | Welker Gábor     |
| Dimitrij Durov admirális, orosz hadügyminiszter           | Michael Gor         | Berzsenyi Zoltán |

## Fordítás
- Ez a szócikk részben vagy egészben  a   Hunter Killer (film) című angol Wikipédia-szócikk fordításán alapul.  Az eredeti cikk szerkesztőit annak laptörténete sorolja fel. Ez a jelzés csupán a megfogalmazás eredetét és a szerzői jogokat jelzi, nem szolgál a cikkben szereplő információk forrásmegjelöléseként.